# Ágnes Hankiss
Ágnes Hankiss (* 7. März 1950 in Budapest; † 17. August 2021 ebenda) war eine ungarische Schriftstellerin, Psychologin, Professorin für Sozialpsychologie und Politikerin (Fidesz). Seit 2009 war sie MdEP.

## Biografie
Hankiss studierte Sozialpsychologie in Budapest. Ab 2000 war sie Direktorin des Béla-Hamvas-Instituts. Ab 2009 war Hankiss Abgeordnete im Europäischen Parlament.
PhD an der Philosophische Fakultät, Eötvös-Loránd-Universität (1975).
Fakultät für Klinische Psychologie (1973).
Professorin für Sozialpsychologie an der Fakultät für Rechtswissenschaften der Eötvös-Loránd-Universität (1974-1985).
Stellvertretende für FIDESZ in Budapest Stadtverordnetenversammlung (1990-1994).
Politische Beraterin des Fraktionsvorsitzenden FIDESZ, József Szájer (1994-1998).
Regierungsbeauftragte Europalia Hungaria (1998-2000).
Mitglied des Kuratoriumspräsidiums des Ungarischen Rundfunks als Delegierte der FIDESZ (1996-2009).
Stellvertretende Vorsitzende der Ungarischen Vereinigung für bürgerliche Zusammenarbeit (1995 bis 2009).

## Forschung
Sie war Direktorin des Béla-Hamvas-Forschungsinstituts. Hauptforschung: Staatssicherheit, Funktionieren und Erbe des kommunistischen Regimes.

## Auszeichnungen
Sie wurde 1989 mit dem Preis für die Literatur der Zukunft und 1992 mit dem Attila-József-Preis ausgezeichnet.